# Paduli
Paduli – miejscowość i gmina we Włoszech, w regionie Kampania, w prowincji Benewent.
Według danych na I 2009 gminę zamieszkiwało 4141 osób przy gęstości zaludnienia 92,6 os./1 km².